# Dreamland Egypt Classic 1999 - Qualificazioni doppio
Le qualificazioni del doppio  del Dreamland Egypt Classic 1999 sono state un torneo di tennis preliminare per accedere alla fase finale della manifestazione. I vincitori dell'ultimo turno sono entrati di diritto nel tabellone principale. In caso di ritiro di uno o più giocatori aventi diritto a questi sono subentrati i lucky loser, ossia i giocatori che hanno perso nell'ultimo turno ma che avevano una classifica più alta rispetto agli altri partecipanti che avevano comunque perso nel turno finale.

## Giocatrici

### Teste di serie
1. Celeste Contin /  Bahia Mouhtassine (secondo turno)

1. Natalie Cahana /  Tzipora Obziler (ultimo turno)

### Qualificate
1. Nadia Petrova /  Tina Pisnik

## Tabellone qualificazioni

### Legenda
| - Q = Qualificato - WC = Wild card - LL = Lucky loser | - ALT = Alternate - SE = Special Exempt - PR = Protected Ranking | - w/o = Walkover - r = Ritirato - d = Squalificato |

|  | Primo turno | Primo turno                       | Primo turno                    |                                |                                   | Secondo turno | Secondo turno | Secondo turno |  |  | Ultimo turno | Ultimo turno              | Ultimo turno |
|  |             |                                   |                                |                                |                                   |               |               |               |  |  |              |                           |              |
|  | 1           | Celeste Contin Bahia Mouhtassine  | 8                              |                                |                                   |               |               |               |  |  |              |                           |              |
|  |             | Sara Abaza Dalia El Sheikh        | 1                              |                                |                                   |               |               |               |  |  |              |                           |              |
|  |             | Sara Abaza Dalia El Sheikh        | 1                              | 1                              | Celeste Contin Bahia Mouhtassine  | 7             |               |               |  |  |              |                           |              |
|  |             |                                   |                                | 1                              | Celeste Contin Bahia Mouhtassine  | 7             |               |               |  |  |              |                           |              |
|  |             |                                   | Nadia Petrova Tina Pisnik      | 9                              |                                   |               |               |               |  |  |              |                           |              |
|  |             | Raluca Sandu Meghann Shaughnessy  | Nadia Petrova Tina Pisnik      | 9                              | 3                                 |               |               |               |  |  |              |                           |              |
|  |             | Raluca Sandu Meghann Shaughnessy  |                                |                                | 3                                 |               |               |               |  |  |              |                           |              |
|  |             | Nadia Petrova Tina Pisnik         | 8                              |                                |                                   |               |               |               |  |  |              |                           |              |
|  |             |                                   |                                |                                |                                   |               |               |               |  |  |              | Nadia Petrova Tina Pisnik | 8            |
|  |             |                                   | 2                              | Natalie Cahana Tzipora Obziler | 6                                 |               |               |               |  |  |              |                           |              |
|  |             | Angelika Bachmann Lydia Steinbach | 8                              |                                |                                   |               |               |               |  |  |              |                           |              |
|  |             | Mireille Dittmann Riei Kawamata   | 6                              |                                |                                   |               |               |               |  |  |              |                           |              |
|  |             | Mireille Dittmann Riei Kawamata   | 6                              |                                | Angelika Bachmann Lydia Steinbach | 2             |               |               |  |  |              |                           |              |
|  |             |                                   |                                |                                | Angelika Bachmann Lydia Steinbach | 2             |               |               |  |  |              |                           |              |
|  |             | 2                                 | Natalie Cahana Tzipora Obziler | 8                              |                                   |               |               |               |  |  |              |                           |              |
|  |             | 2                                 | Natalie Cahana Tzipora Obziler | 8                              | Agnieszka Abram Anna Mogilnicka   | 0             |               |               |  |  |              |                           |              |
|  |             |                                   |                                |                                | Agnieszka Abram Anna Mogilnicka   | 0             |               |               |  |  |              |                           |              |
|  | 2           | Natalie Cahana Tzipora Obziler    | 8                              |                                |                                   |               |               |               |  |  |              |                           |              |